# Fritz Klute
Friedrich Eugen Klute (* 29. November 1885 in Freiburg im Breisgau; † 7. Februar 1952 in Mainz) war ein deutscher Geograph und Glaziologe.

## Leben
Fritz Klute war der Sohn des Reichsbahnmaschinenoberinspektors Ignaz Klute und dessen Ehefrau Mara Gertrud, geborene Fischer. Er studierte von 1907 bis 1911 Naturwissenschaften an der Albert-Ludwigs-Universität Freiburg und promovierte als Schüler von Ludwig Neumann (1854–1925) am 10. November 1911 mit einer Arbeit zu Fragen frühsommerlicher Schneereste im Schwarzwald. Nach einer kurzen Zeit als Lehrer in Heidelberg wurde er Assistent Hermann Wagners an der Universität Göttingen, wo er am 5. Juni 1915 mit der Dissertationsschrift Ergebnisse der Forschungen am Kilimandscharo 1912 habilitierte.
Im Ersten Weltkrieg war er zunächst als Militärkartograf in Berlin. Von 1916 bis 1918 leitete er einen Vermessungstrupp in Mazedonien und Albanien. 1920 übernahm in Vertretung Ludwig Meckings eine Professur für Geographie an der Christian-Albrechts-Universität zu Kiel. Ab dem 1. Oktober 1921 war er in Nachfolge von Wilhelm Sievers Ordinarius für Geographie in Gießen und blieb auf dieser Stelle bis zur Zerstörung des Instituts am 6. Dezember 1944. Von 1939 bis 1941 war er hier Prorektor. 1942 wurde Fritz Klute als Leiter der Hochschularbeitsgemeinschaft für Raumforschung an der Universität Gießen geführt. Nach dem Zweiten Weltkrieg war er zunächst Lehrstuhlvertreter an der Johann-Wolfgang-Goethe-Universität Frankfurt am Main. Ab dem 15. Oktober 1946 leitete er als Vertreter der Anthropo- und Physischen Geographie zusammen mit Josef Schmid das Geographische Institut der Johannes Gutenberg-Universität Mainz.
Bereits seit August 1933 war Klute Mitglied des NSLB, am 4. November 1937 beantragte er die Aufnahme in die NSDAP und wurde rückwirkend zum 1. Mai desselben Jahres aufgenommen (Mitgliedsnummer 5.863.288). Darüber hinaus gehörte er von 1937 bis zu dessen Auflösung 1943 dem Reichskolonialbund an. Von der Spruchkammer wurde er als „Mitläufer“ eingestuft.
Im Jahr 1939 wurde er zum Mitglied der Leopoldina gewählt. Er war Vorsitzender der Gießener Gesellschaft für Erd- und Völkerkunde. Von 1936 bis 1952 war er Ehrenmitglied des Frankfurter Vereins für Geographie und Statistik.
Fritz Klute war zweimal verheiratet. Im Januar 1918 schloss er die Ehe mit Elisabeth Heidemann, von der zwei Erinnerungsbücher (Aus dem Tagebuch eines schlesischen Kindes und Erinnerungen einer Kunstschülerin) nach ihrem Tod veröffentlicht wurden. Das Paar hatte zwei Töchter. Unmittelbar nach der Scheidung heiratete Fritz Klute im Februar 1944 die Pianistin Alida Hecker.

## Forschungen

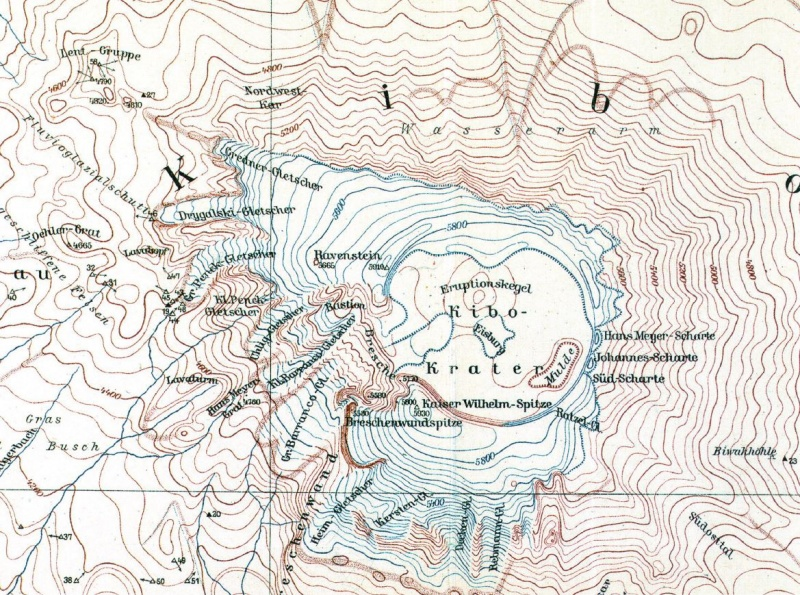
Karte der Kilimandscharo Kraterregion von Fritz Klute (1920)

Die beiden Forschungsschwerpunkte Klutes waren die Eiszeitforschung, die Gletscher- und Schneekunde sowie die Agrar- und Siedlungsgeographie.
In seiner Habilitationsschrift beschäftigte er sich mit dem Kilimandjaro, dessen Hochregionen er 1912 auf einer Expedition stereophotogrammetrisch vermessen hatte. Im Rahmen einer Expedition mit Eduard Oehler (1881–1941) war ihm am 29. Juli die Erstbesteigung des Mawenzi, des mit 5148 m zweithöchsten Gipfels des Kilimandjaro-Massivs, gelungen. Zur Erforschung der Gletscher um den See Nahuel Huapi reiste er 1923/24 nach Argentinien. 1925 unternahm er mit Hans Krüger die Erste Hessische Grönlandexpedition nach Westgrönland. Er stellte fest, dass sich die Westküste Grönlands seit dem Ende der letzten Kaltzeit um 120 m gehoben hat.
An der Agrar- und Siedlungsgeographie interessierten ihn die wirtschafts- und sozialgeographischen Fragen. Die völkerkundlichen spitzte er zu rassenkundlichen Themen zu, womit er dem zeitgenössischen Forschungstrend folgte. Basierend auf einem älteren Datensatz, den Untersuchungen der Haut- und Haarfarben der Schulkinder in Oberhessen durch ihre Lehrer von 1928, zog er 1943 Schlussfolgerungen über den rassischen Aufbau der hessen-darmstädtischen Bevölkerung. Er regte zugleich viele Dissertationen zur regionalen Landeskunde und dem Volkstum an. Gewissermaßen als Nebenprodukt seine Gletscherforschung verfasste er nach seinen Reisen landeskundliche Darstellungen zu Afrika (1931, 1947) und Südamerika, die jedoch ebenfalls Rassefragen wie „Vermischung“ und „Reinhaltung“ unter dem Aspekt des Zuzugs europäischer Völker in diese Lebensräume behandelten.

## Werke

### Als Autor
- Die Schneereste des Schwarzwaldes im Frühsommer und die Beziehungen ihrer Lage zu den Stellen ehemaliger Vergletscherung. In: Berichte der Naturforschenden Gesellschaft zu Freiburg. Band 19, 1911, S. 61–111 (zobodat.at [PDF; 727 kB; abgerufen am 24. April 2023]).
- Ergebnisse der Forschungen am Kilimandscharo 1912. Berlin 1920 (Digitalisat)
- Argentinien – Chile von heute. Land, Volk und Kultur. Otto Quitzow Verlag, Lübeck 1925
- Die Hessische Grönlandexpedition 1925. In: Petermanns Mitteilungen. Band 72, 1926, S. 105–111. (mit Hans Krüger)
- Die Oberflächenformen der Arktis (= Düsseldorfer Vorträge und Erörterungen), Breslau 1927.
- Die Bedeutung der Depression der Schneegrenze für eiszeitliche Probleme. In: Zeitschrift für Gletscherkunde. Band 16, 1928, S. 70–93
- Untersuchungen über die Möglichkeit einer Wirtschaftsharmonie des Großdeutschen Reiches und des Ostraumes. Christ, Gießen 1941[10]
- Volk und Raum. Christ, Gießen 1941[10]
- Das tropische Afrika. Landschaft, Klima, Vegetationsformen; die eingeborene Bevölkerung; Probleme der Kolonisation, in: Lebensraumfragen europäischer Völker, Band 2), Leipzig: Quelle & Meyer 1941, S. 144–156.
- Untersuchungen über den rassischen Aufbau der hessen-darmstädtischen Bevölkerung, Gießen 1943; Sonderdruck aus Bericht der Oberhessischen Gesellschaft für Natur- und Heilkunde zu Gießen. Naturwissenschaftliche Abteilung, Band 20/22 (1943)

### Als Herausgeber
- Handbuch der geographischen Wissenschaft, Potsdam, Athenaion, mit folgenden Bänden:

  - Band 1: Allgemeine Geographie.
    - Teil 1: Physikalische Geographie. 1933, 556 S.
    - Teil 2: Das Leben auf der Erde. 1933, 560 S.

  - Band 2: Mitteleuropa. Osteuropa. 1933, 498 S.
  - Band 3: Südost- und Südeuropa. 1931, 587 S.
  - Band 4: West- und Nordeuropa. 1938, 596 S.
  - Band 5: Das Deutsche Reich.
    - Das Deutsche Reich in Natur, Kultur und Wirtschaft. Teil 1, 1936, 370 S.
    - Das Deutsche Reich in Natur, Kultur und Wirtschaft. Teil 2, 1940, 328 S.

  - Band 6: Nordasien, Zentral- und Ostasien. 1937, 591 S.
  - Band 7: Vorder- und Südasien. 1937, 569 S.
  - Band 8: Afrika. 1930, 515 S.
  - Band 9: Nord- und Mittelamerika. Arktis. 1933, 578 S.
  - Band 10: Süd-Amerika. 1930, 518 S.
  - Band 11: Australien und Ozeanien. Antarktis. 1930, 379 S.

## Sekundärliteratur
- Wolfgang Panzer: Gießener Geographen. In: Ludwigs-Universität: Justus-Liebig-Hochschule: 1607–1957. Festschrift zur 350-Jahrfeier. Gießen 1957, S. 341–346, hier S. 342–345.
- Wolfgang Panzer: Fritz Klute – der Lehrer, Forscher und Künstler. In: Nachrichten der Gießener Hochschulgesellschaft. Band 34, 1965, S. 109–113.
- Gerhart Bartsch: Fritz Klute (1885–1952). Geograph. In: Hans Georg Gundel, Peter Moraw, Volker Press (Hrsg.): Gießener Gelehrte in der ersten Hälfte des 20. Jahrhunderts. Lebensbilder aus Hessen Band 2, 2. Teil (= Veröffentlichungen der Historischen Kommission für Hessen in Verbindung mit der Justus-Liebig-Universität Gießen, Band 35), Elwert: Marburg 1982, S. 513–517.
- André Staarmann: Die Gießener Geographie im Nationalsozialismus. Ein bislang wenig beachtetes Kapitel. In: Festschrift. 150 Jahre Geographie in Gießen (= Gießener Geographische Schriften, Heft 85), Bonn 2014, S. 196–214 (Digitalisat).